# Allenjoie
Allenjoie is een gemeente in het Franse departement Doubs (regio Bourgogne-Franche-Comté) en telt 637 inwoners (2004). De plaats maakt deel uit van het arrondissement Montbéliard.

## Geografie
De oppervlakte van Allenjoie bedraagt 6,6 km², de bevolkingsdichtheid is 96,5 inwoners per km².
De onderstaande kaart toont de ligging van Allenjoie met de belangrijkste infrastructuur en aangrenzende gemeenten.

## Demografie
Onderstaande figuur toont het verloop van het inwonertal (bron: INSEE-tellingen).